# União das Freguesias de Gondiães e Vilar de Cunhas
União das Freguesias de Gondiães e Vilar de Cunhas, kurz Gondiães e Vilar de Cunhas, ist eine Gemeinde (Freguesia) im Kreis Cabeceiras de Basto im Norden Portugals.
In der Gemeinde leben 421 Einwohner auf einer Fläche von 41,39 km² (Stand nach Zahlen von 2011).
Die Gemeinde entstand im Zuge der Gebietsreform in Portugal am 29. September 2013 durch Zusammenlegung der beiden bisherigen Gemeinden Gondiães und Vilar de Cunhas. Gondiães wurde Sitz der Gemeinde.